# Jean-Christophe Sagna
Jean-Christophe Sagna (Dakar, 5 de mayo de 1954-Rennes, 17 de octubre de 2016) fue un futbolista senegalés que jugaba en la demarcación de centrocampista.

## Selección nacional
Jugó un total de dos partidos con la selección de fútbol de Senegal. Fue convocado por el seleccionador Pape Alioune Diop para disputar la Copa Africana de Naciones 1986. Jugó dos partidos, haciendo su debut el 10 de marzo de 1986 en un partido amistoso contra Mozambique que finalizó con un resultado de 2-0 a favor del combinado senegalés tras los goles de Pape Fall y Jules-Francois Bocande. Su segundo y último partido lo disputó tres días después contra Costa de Marfil tras salir del banquillo en el minuto por Joseph Koto. El encuentro finalizó con un marcador de 1-0 a favor del conjunto marfileño tras el gol de Abdoulaye Traoré en el minuto 71.

### Participaciones en Copa Africana de Naciones
| Copa Africana de Naciones      | Sede   | Resultado      | Partidos | Goles |
| ------------------------------ | ------ | -------------- | -------- | ----- |
| Copa Africana de Naciones 1986 | Egipto | Fase de grupos | 2        | 0     |

## Clubes
| Club                   | País    | Año         | Partidos | Goles |
| ---------------------- | ------- | ----------- | -------- | ----- |
| ASC Jeanne d'Arc       | Senegal | 1974 - 1976 |          |       |
| CS Penmarc'h           | Francia | 1976 - 1977 |          |       |
| Stade Lavallois        | Francia | 1977 - 1982 | 114      | 13    |
| En Avant de Guingamp   | Francia | 1982 - 1984 | 55       | 4     |
| Quimper Kerfeunteun FC | Francia | 1984 - 1986 | 49       | 5     |
| US Saint-Malo          | Francia | 1986 - 1988 |          |       |